# Vsevolod Ivanov
Pour les articles homonymes, voir Ivanov.
Vsevolod Viatcheslavovitch Ivanov (en russe : Все́волод Вячесла́вович Ива́нов ; né à Lebiajie, aujourd'hui Akkou, dans le gouvernement général des Steppes, dans l'ouïezd de Semipalatinsk, le 12 février 1895 (24 février dans le calendrier grégorien), mort le 15 août 1963 à Moscou) est un écrivain soviétique, connu pour ses contes d'aventures situés dans la partie asiatique de la Russie pendant la guerre civile. Il fut l'un des principaux auteurs soviétiques des années 1920.

## Biographie
Né d'un père enseignant, fils naturel d'un gouverneur général russe du Turkestan, et d'une mère d'ascendance mi-polonaise et mi-mongole, Ivanov ne termine pas ses études : il s'engage comme marin, travaille dans un cirque, puis dans une imprimerie. Sa première nouvelle, publiée en 1915, attirera l'attention de Maxime Gorki, qui le conseillera tout au long de sa carrière. Il habite successivement en Sibérie occidentale, à Omsk, Kourgan, Novonikolaïevsk.
Il s'engage dans l'Armée rouge pendant la guerre civile et combat en Sibérie. Cette expérience lui inspirera les nouvelles Partisans (1921) et Train blindé (1922), dans lesquelles il évoque des images impressionnantes du combat des partisans sibériens. Il s'installe en 1921 à Petrograd, où il devient membre du groupe d'écrivains prolétariens Kosmist.
En 1922, il rejoint le groupe littéraire des Frères de Saint-Sérapion ; il s'installe à Moscou en 1924. De 1927 à 1929, avec Vladimir Vassilivski, Vladimir Fritche, Fiodor Raskolnikov, il dirige le mensuel Krasnaïa nov.
En 1939, on lui décerne un ordre du Drapeau rouge du Travail.
Pendant la guerre, il est évacué à Tachkent, puis se retrouve correspondant de guerre du journal Izvestia.
Il est le père du linguiste et indo-européaniste russe Viatcheslav Vsevolodovitch Ivanov. Il a aussi adopté le fils illégitime d'Isaac Babel, Emmanuil, lors de son mariage avec Tamara Kachirina, une ancienne maîtresse de Babel. Rebaptisé Mikhaïl Ivanov, celui-ci deviendra plus tard un artiste reconnu.
Vsevolod Ivanov est inhumé au cimetière de Novodevitchi.

## Carrière littéraire
Les premiers romans d'Ivanov, Vents colorés (Цветные ветра, 1922) et Sables d'azur (Голубые пески, 1923) situés dans la partie asiatique de la Russie, ont été à l'origine d'un genre nouveau (prose dite « eurasienne ») dans la littérature soviétique. Sa nouvelle L'Enfant (Дитё) fut saluée par le critique Edmund Wilson comme l'une des plus belles de toutes les nouvelles soviétiques.
Par la suite, Ivanov fut pris sous le feu des critiques bolcheviks qui lui reprochaient le pessimisme de ses œuvres, ainsi que de ne pas désigner clairement qui, des Rouges ou des Blancs, en étaient les héros.
En 1927, Ivanov réécrit sa nouvelle Train blindé 14-69 sous forme d'une pièce (Бронепоезд 14-69), en soulignant cette fois le rôle des Bolcheviks dans la guerre civile. Cette œuvre fut également adaptée à l'écran sous forme d'un film de propagande de Yakov Protazanov en 1931 avec le titre Tommy. Parmi ses dernières œuvres figurent les Aventures d'un fakir (Похождения факира, 1935), La Prise de Berlin (При взятии Берлина, 1945), Nous irons en Inde (Мы идём в Индию, 1957), Histoire de mes livres (История моих книг, 1958).
Il a aussi écrit des contes fantastiques et des adaptations d'anciens mythes bibliques et grecs, comme Sisyphe, fils d'Éole (Сизиф, сын Эола).

## Œuvres traduites en français
(Liste non exhaustive)
- L'Enfant [suivi de] Le Matin, Paris, Arthème Fayard et Cie, dans Les Œuvres libres no XXXIV, 1924
- Le Train blindé 1469, Editions Gallimard/NRF, coll. « Les jeunes Russes », 1927
- Rencontres avec Gorki, Paris, Éd. Paul Dupont, 1947
- Quand j'étais fakir, nouvelles traduites du russe par Vladimir Pozner, Paris, Gallimard, coll. « Littératures soviétiques », 1970
- Le Retour de Bouddha, traduit par Rémy Perraud, Lausanne, L'Âge d'Homme, coll. « Classiques slaves » no 15, 1973 ; réédition 1990  (ISBN 978-2-82512-032-3) ; réédition dans une traduction revue et corrigée, Paris, Éditions Noir sur Blanc, 2022  (ISBN 978-2-88250-728-0)
- U, Lausanne, L'Âge d'Homme, 1982 (BNF 41706647)
- Le Livre noir, participation avec 39 autres écrivains à ce recueil de textes et de témoignages réunis par Ilya Ehrenbourg et Vassili Grossman, Arles, Actes sud, 1995  (ISBN 2-7427-0623-2)
- Les Merveilleuses Aventures du tailleur Fokine, traduit par Jacques Imbert, Paris, Éditions des Syrtes, 2004  (ISBN 978-2-84545-097-4)
- Gaz moutarde. Roman d'aventures (1929), en collaboration avec Victor Chklovski, traduit par Marion Thévenot, Paris, Le Temps des Cerises, 2013  (ISBN 978-2-84109-983-2)

### Sources écrites
- Article de l'encyclopédie en ligne Krugosvet
- Article sur Ivanov dans la revue Clarté dirigée par Henri Barbusse - N° 56 du 1er avril 1924 (rubrique « La vie intellectuelle en Russie », article signé par Victor Serge)